# Kętrzyn
Pour la gmina, voir Kętrzyn (gmina).
 Kętrzyn  (en allemand : Rastenburg ; anciennement en français : Rastenbourg ; en vieux-prussien : Rastanpils) est une ville de la voïvodie de Varmie-Mazurie en Pologne. Auparavant connue pour son élevage chevalin, elle est notamment entrée dans l'histoire parce que l'un des Quartiers généraux du Führer, la Wolfsschanze, a été établie en 1940 dans les forêts à l'est de la ville.

## Géographie
Située dans l’ancienne Prusse-Orientale, la ville se trouve sur la rivière Guber, affluent de l'Alle (Łyna), à environ 65 km au nord-est d'Olsztyn. 

### Distances
- Kaliningrad : 102 km.
- Varsovie : 250 km.
- Gdańsk : 190 km.
- Vienne : 926 km.
- Berlin : 592 km.
- Prague : 819 km.

## Histoire
Tacite dans son Germania (98 apr. J.-C.) mentionne la présence dans la région de la tribu balte des Aestii. 

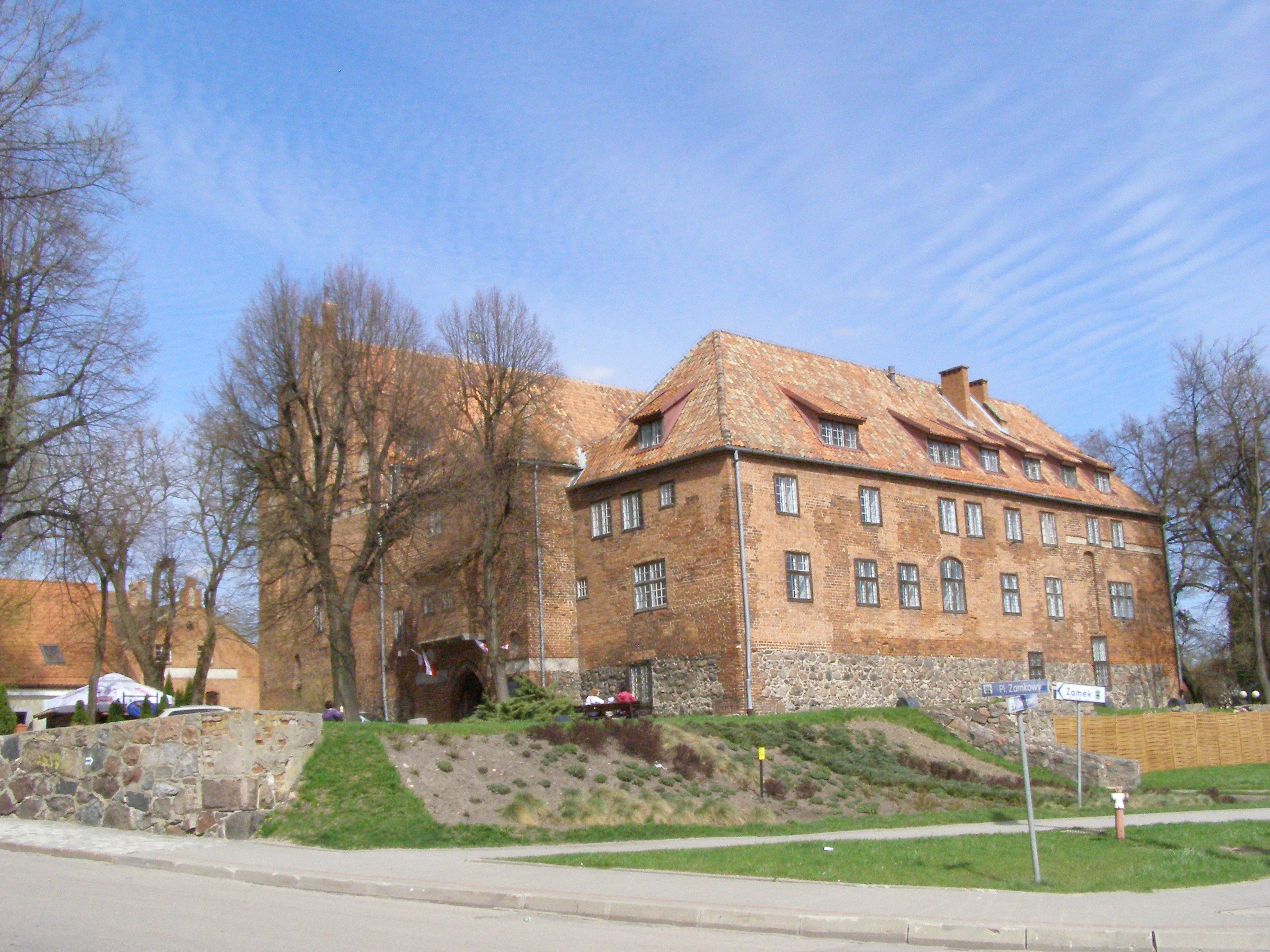
Le château des chevaliers teutoniques.

Il existait ici déjà un fort prussien, jusqu'à ce qu'un château soit construit sur la Guber en 1329 par la commanderie teutonique de Balga. Il s'intégrait à une ligne défensive s'étendant de Ragnit à Allensetin (Olsztyn) et Osterode, via Insterbourg. Selon la chronique de Wigand de Marbourg, des forces lituaniennes, sous le commandement des grands-ducs Olgierd et Kęstutis, attaquèrent en 1345 et en 1347 les chevaliers et mirent le feu à leur forteresse. 
Reconstruit et entouré de remparts, le lieu obtint les droits de cité en 1357. En 1440, la ville rejoint la Ligue de Prusse ; dans la guerre de Treize Ans (1454-1466), ses bourgeois ont lutté contre les chevaliers qui s'étaient réfugiés dans leur château. Après la conclusion du traité de Thorn en 1466, la cité fut rendue à l'Ordre teutonique.
Appartenant au duché de Prusse dès 1525, la ville était connue sous le nom de Rastenburg en allemand. Jusqu'en 1945, elle est le chef-lieu de l'arrondissement de Rastenburg (de) dans la Prusse-Orientale, province du royaume de Prusse puis de l'État libre de Prusse, incorporée dans le district de Gumbinnen. La région fut une zone de combat pendant les deux guerres mondiales. En 1914, s'y déroulèrent la bataille des lacs Mazures durant la campagne de Tannenberg.
Un des principaux quartiers généraux d'Hitler, la Wolfsschanze (la « tanière du loup »), était situé dans la forêt à l'est de Rastenburg. Ce quartier général fut actif pendant toute la campagne allemande sur le front de l'Est et Hitler y passa la majeure partie de son temps après le lancement de l'offensive contre l'Union soviétique. C'est là qu'il échappa à un attentat à la bombe le 20 juillet 1944. En 1945, la région souffrit de sérieux dommages avec le retrait des forces allemandes et l'avancée de l'Armée rouge lors de l'offensive Vistule-Oder. Les ruines de la Wolfsschanze, en partie dynamité pendant la retraite allemande, restent une importante attraction touristique.
Rastenburg fut occupée par l'Armée rouge en 1945. La guerre terminée, la ville fut placée sous administration polonaise selon les décisions prises lors de la conférence de Potsdam et les souhaits de Staline. Les habitants allemands qui n'avaient pas fui l'avance soviétique furent expulsés et remplacés par des Polonais. La ville fut rebaptisée en 1950 : à son ancien nom allemand, Rastenburg (Rastembork en polonais depuis 1946) fut substitué Kętrzyn d'après l'activiste nationaliste masurien Wojciech Kętrzyński, né Adalbert von Winkler (1838-1918).

## Climat
| Mois                                             | jan.       | fév.       | mars      | avril     | mai       | juin      | jui.      | août      | sep.      | oct.    | nov.       | déc.       | année      |
| ------------------------------------------------ | ---------- | ---------- | --------- | --------- | --------- | --------- | --------- | --------- | --------- | ------- | ---------- | ---------- | ---------- |
| Température minimale moyenne (°C)                | −4,6       | −4         | −1,4      | 3,1       | 7,5       | 10,9      | 13,3      | 13        | 9,3       | 4,9     | 1,2        | −2,7       | 4,2        |
| Température moyenne (°C)                         | −2,2       | −1,4       | 2         | 8         | 13        | 16,1      | 18,4      | 18        | 13,4      | 8,1     | 3,3        | −0,5       | 8          |
| Température maximale moyenne (°C)                | 0,1        | 1,4        | 5,9       | 13,3      | 18,7      | 21,5      | 23,9      | 23,6      | 18,3      | 11,9    | 5,6        | 1,6        | 12,2       |
| Record de froid (°C) date du record              | −30,7 1987 | −28,7 1985 | −24 1987  | −9,6 2013 | −3,7 2007 | −0,1 2001 | 4,7 1976  | 3,3 1971  | −2,5 2002 | −8 2003 | −21,4 1998 | −25,2 1978 | −30,7 1987 |
| Record de chaleur (°C) date du record            | 12,3 1991  | 15,3 2021  | 22,6 1968 | 28,7 2012 | 30,6 1979 | 33,3 1968 | 35,1 2010 | 36,1 1992 | 35,5 2015 | 25 1966 | 17,8 1968  | 12 2015    | 36,1 1992  |
| Ensoleillement (h)                               | 44,8       | 64,1       | 124,6     | 192,3     | 251,4     | 247,3     | 254,1     | 234,3     | 160,6     | 105,3   | 43         | 33,6       | 1 745,6    |
| Précipitations (mm)                              | 32,5       | 27,6       | 35,3      | 36        | 58,4      | 74,7      | 80,9      | 73,9      | 55,6      | 54,7    | 44,4       | 36,5       | 610,6      |
| dont neige (cm)                                  | 201,7      | 204,7      | 120,8     | 12,1      | 0,3       | 0         | 0         | 0         | 0         | 2,3     | 27,9       | 118,9      | 688,7      |
| Nombre de jours avec précipitations              | 9,3        | 7,4        | 8,8       | 7,1       | 8,9       | 10,2      | 10,5      | 10,1      | 8,5       | 9       | 8,9        | 8,9        | 107,5      |
| dont nombre de jours avec précipitations ≥ 10 mm | 0,4        | 0,2        | 0,5       | 0,7       | 1,7       | 2,4       | 2,6       | 2,2       | 1,8       | 1,3     | 0,9        | 0,5        | 15,2       |
| Humidité relative (%)                            | 89,3       | 86,8       | 79,9      | 71,1      | 72,4      | 76,1      | 77,5      | 76,7      | 81,7      | 86,2    | 91,2       | 91,1       | 81,6       |
| Nombre de jours avec neige                       | 17,3       | 16,6       | 9,7       | 1,5       | 0         | 0         | 0         | 0         | 0         | 0,5     | 4,4        | 13,2       | 63,2       |

| Diagramme climatique                                  |           |             |           |             |              |              |            |             |             |            |             |
| J                                                     | F         | M           | A         | M           | J            | J            | A          | S           | O           | N          | D           |
| 0,1−4,632,5                                           | 1,4−427,6 | 5,9−1,435,3 | 13,33,136 | 18,77,558,4 | 21,510,974,7 | 23,913,380,9 | 23,61373,9 | 18,39,355,6 | 11,94,954,7 | 5,61,244,4 | 1,6−2,736,5 |
| Moyennes : • Temp. maxi et mini °C • Précipitation mm |           |             |           |             |              |              |            |             |             |            |             |

## Jumelages

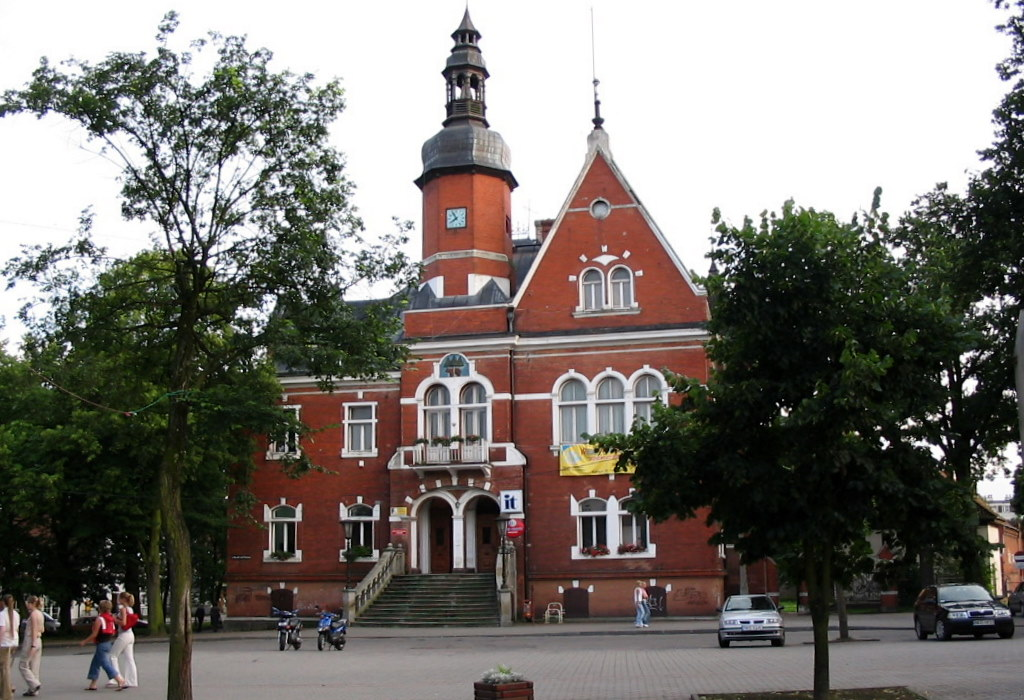
Hôtel de ville.

La ville de Kętrzyn est jumelée avec :
- Wesel (Allemagne) depuis 2002
- Zlaté Hory (Tchéquie) depuis 1999
- Volodymyr-Volynskyï (Ukraine) depuis 2004
- Svetly (Russie) depuis 2005
- Mauron (France)

## Personnalités liées à la commune
- Leonhard Presting (1807–1885), magistrat et homme politique ;
- Franz von Schleussing (1809-1887), militaire, propriétaire terrien et homme politique prussien, est mort à Rastenburg.
- Karl Bogislaus Reichert (1811–1883), anatomiste, embryologiste et histologiste ;
- Max von Redecker (de) (1833–1886), homme politique ;
- Arno Holz (1863–1929), poète et dramaturge naturaliste ;
- Bruno Guttowski (1924–1977), joueur et entraîneur de hockey sur glace ;
- Klaus Malettke (né en 1936), historien ;
- Agnieszka Kozłowska-Rajewicz (née en 1969), femme politique.